# Randy Dutra
Randal Michael Dutra III (geb. vor 1975) ist ein Filmtechniker, der sich auf visuelle Effekte spezialisiert hat und für Industrial Light & Magic arbeitet.

## Leben
Durta studierte von 1975 bis 1984 in British Columbia Malerei. Er stellte vieler seine Arbeiten aus und lehrte in San Francisco tierische Bildhauerei.
  
Nachdem Dutra bei Die Rückkehr der Jedi-Ritter als Kreaturtechniker arbeitete, bei einigen Filmen wie Howard – Ein tierischer Held und House II – Das Unerwartete  die Stop-Motion-Technik anwendete und für Nightmare Before Christmas als Bildhauer arbeitete, animierte er in Vergessene Welt: Jurassic Park die Bewegungen der Dinosaurier und wurde dafür für den Oscar mit seinen Kollegen Dennis Muren, Stan Winston und Michael Lantieri in der Kategorie Beste visuelle Effekte nominiert. Auch für seinen bisher letzten Film Krieg der Welten, bei dem ebenfalls Steven Spielberg Regie führte, kann Dutra eine Oscarnominierung vorweisen.

Durta ist Mitglied in der Academy of Motion Picture Arts and Sciences.

## Filmografie (Auswahl)
- 1986: Howard – Ein tierischer Held (Howard the Duck)
- 1986: Auf der Suche nach dem goldenen Kind (The Golden Child)
- 1987: House II – Das Unerwartete (House II: The Second Story)
- 1987: RoboCop
- 1988: Willow
- 1990: RoboCop 2
- 1993: Jurassic Park
- 1996: 101 Dalmatiner (101 Dalmatians)
- 2005: Krieg der Welten

## Auszeichnungen
- 1998: Oscar: Nominierung in der Kategorie Beste visuelle Effekte für Vergessene Welt: Jurassic Park
- 2005: Satellite Award: Nominierung in der Kategorie Beste visuelle Effekte für Krieg der Welten
- 2006: Oscar: Nominierung in der Kategorie Beste visuelle Effekte für Krieg der Welten